# بحر لكديف
بحر لكديف مسطح مائي يقع إلى الجنوب الغربي من الهند على مقربة من جزيرة لكشديب الهندية وجزر المالديف وسريلانكا وإلى الغرب من ولاية كيرلا، وهو محاذي لخليج منار، يتميز البحر بالدفء أغلب أيام السنة، وهو غني بالكائنات البحرية إذ يضم ما يقارب 3600 نوع من تلك الكائنات، وتكثر به الشعاب المرجانية إذ يضم ما يقارب 105 نوع، ويعتبر من أكثر المسطحات المائية في استخراج اللؤلؤ الطبيعي، من أهم الكائنات البحرية التي تعيش في لكديف سمك التونا والسردين وسمك القرش والروبيان وغيرها من الأنواع، وأغلب السكان في المنطقة المحاذية للبحر يعيشون على الموارد البحرية للكديف.